# Art Hindle
Art Hindle (21 de julio de 1948 en Halifax, Nueva Escocia, Canadá) es un actor y director canadiense, que ha trabajado en varias series de televisión y películas. 

## Primeros papeles
Comienza su carrera en el año 71 con The Proud Rider. Otros de sus más amplios papeles en televisión son Pete Braga en Paradise Falls, Timothy Stern en M.V.P. y Mike Fennell en E.N.G. una de sus más recientes participaciones en televisión es como Santa Claus en Off2Kali Comedy. Desde agosto de 2004 está casado con Brook Hindle.

## Filmografía
- The Proud Rider (1971)
- The Clone Master (1978) - Dr. Simon Shane
- The Brood (1979)
- Antes y después (1979)
- Porky's (1982) Oficial Ted Jarvis
- Porky's 2: al día siguiente (1983) Oficial Ted Jarvis
- Berrenger's (1985, serie de televisión) - Todd Hughes
- Se ha escrito un crimen (1986-1987) - Rodd
- El precio del pasado (1988) - Sheriff Lewis Clark
- L.A. Law (1989) - Walter Goetz
- E.N.G. (1989-1994, serie de televisión) - Mike Fennell
- Kung Fu: The Legend Continues (1995) - Martin Bradshaw
- North of 60 (1996-1997, serie de televisión) - Harry Dobbs
- Millennium (1999, serie de televisión) - John Saxum
- Tom Stone (2002-2003) - Neil McQuinn
- Canadian Case Files (2005, serie de televisión) - Presentador
- M.V.P. (2008, serie de televisión) - Timothy Stern
- A Teacher's Crime (2008, telefilm) - David McMillian
- Paradise Falls (2001-2008, serie de televisión) - Pete Braga / Mayor Pete Braga
- Cra$h & Burn (2009, serie de televisión) - Tom McCutheon
- Degrassi: The Next Generation (2011) - Administración
- Baby's First Christmas (2012) - Christopher
- The Perfect Boss (2013, telefilm) - Ralph Mickelson
- Off2Kali Comedy (2013, serie de televisión) - Santa Claus

Como Director
- Paradise Falls (2001-2008) - 8 episodios
- Spynet (2002) - 6 episodios
- E.N.G. (1991-1994) - 5 episodios